# Ralph Liebler

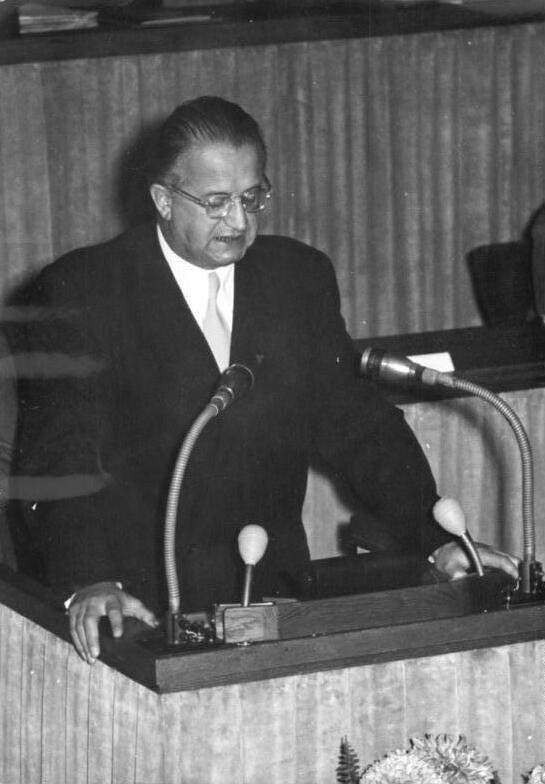
Ralph Liebler während einer Volkskammersitzung 1951

Ralph Liebler (* 14. September 1901 in Leipzig; † 22. November 1953 in Stralsund) war ein deutscher Politiker  der LDPD. Er war Justizminister des Landes Thüringen und Abgeordneter der Volkskammer der DDR.

## Leben
Der Sohn eines kaufmännischen Angestellten besuchte die Realschule in Aue und die Oberrealschule der Franckeschen Stiftung in Halle. Nach dem Abitur studierte er Jura- und Volkswirtschaft in München, Tübingen und Leipzig und wurde zum Dr. jur. promoviert. Von 1929 bis 1944 arbeitete er als Rechtsanwalt in Zittau. Im Jahr 1929 wurde er Mitglied der Deutschen Demokratischen Partei (DDP) und war von 1930 bis 1933 Stadtverordneter in Zittau. Während der Zeit des Nationalsozialismus wurde Liebler aus politischen Gründen und wegen seiner jüdischen Herkunft von den Nationalsozialisten verfolgt und 1944 inhaftiert.
1945/46 war er als Vorsitzender des Gerichts in Zittau eingesetzt. Er wurde 1945 Mitglied der LDPD und der Gesellschaft für Deutsch-Sowjetische Freundschaft (DSF). Ab 1946 war er erneut Stadtverordneter in Zittau. Von 1946 bis 1950 war er Abgeordneter und von 1948 bis 1950 Vizepräsident des Sächsischen Landtags. Vom 24. Oktober 1947 bis 1949 wirkte er als 1. stellvertretender Landesvorsitzender der LDPD Sachsen und gehörte von 1948 bis 1953 dem erweiterten Zentralvorstand der LDPD an. Er war 1948/49 Mitglied des Deutschen Volksrates, ab 1949 Abgeordneter der Volkskammer und Vorsitzender der LDPD-Fraktion. Vom 25. Februar 1950 bis 1952 wirkte er als Justizminister des Landes Thüringen im Kabinett Eggerath I. Er war von 1950 bis 1952 stellvertretender Vorsitzender der DSF Thüringens und ab 1952 Vorsitzender des DSF-Bezirksvorstandes Erfurt. Von August 1952 bis November 1953 war er stellvertretender Vorsitzender des Rates des Bezirkes Erfurt.
Liebler starb nach schwerer Krankheit im Alter von 52 Jahren in Stralsund.